# Canton de Moncontour (Vienne)
Pour les articles homonymes, voir Canton de Moncontour.
Le canton de Moncontour est une ancienne division administrative française située dans le département de la Vienne et la région Poitou-Charentes.

## Géographie
Ce canton était organisé autour de Moncontour dans l'arrondissement de Châtellerault. Son altitude variait de 51 m (Moncontour) à 142 m (Craon) pour une altitude moyenne de 92 m.

## Représentation

### Conseillers généraux de 1833 à 2015
| Période | Période | Identité                                    | Étiquette       | Qualité |
| ------- | ------- | ------------------------------------------- | --------------- | --- |
| 1833    | 1842    | Justin Bazille                              |                 | Propriétaire à Quinçay Maire de Messay |
| 1842    | 1855    | Maxime Grimault                             |                 | Juge de paix à Moncontour |
| 1855    | 1892    | Auguste Cordier-Dupanneau (fils, 1820-1894) | Bonapartiste    | Propriétaire Maire de Moncontour |
| 1892    | 1910    | Maxime Ridouard                             | Rad.            | Artiste Député (1898-1910), maire de Moncontour |
| 1910    | 1940    | Victor Boret                                | Rad.ind.        | Cultivateur sélectionneur de semences Député (1910-1927) Sénateur (1927-1944) Ministre (1917-1919 et 1930-1931) Nommé conseiller départemental en 1943 |
|         |         |                                             |                 | |
| 1945    | 1961    | Georges Moreau (1897-1986)                  | Rad.            | Cultivateur Maire de Saint-Jean-de-Sauves |
| 1961    | 1967    | Pierre Guillon                              | DVD puis CD     | Maire de Saint-Jean-de-Sauves |
| 1967    | 1992    | Louise Lesage                               | CD puis UDF-CDS | Maire de Moncontour |
| 1992    | 2004    | Martine Ducroz (1939-2012)                  | UDF-FD          | Maire de Saint-Jean-de-Sauves (1977-2001) |
| 2004    | 2015    | Edouard Renaud                              | DVD puis UDI    | Ouvrier spécialisé Maire de Moncontour |

### Conseillers d'arrondissement (de 1833 à 1940)
Le canton de Moncontour avait deux conseillers d'arrondissement.
Il appartenait à l'arrondissement de Loudun jusqu'à sa disparition en 1926.
| Période                                  | Période | Identité                                    | Étiquette                | Qualité |
| ---------------------------------------- | ------- | ------------------------------------------- | ------------------------ | --- |
| 1833                                     | 1845    | M. d'Abbadie (Dabbadie)                     |                          | Juge de paix à Loudun                                                                                       |
| 1833                                     | 1839    | Henri Proust                                |                          | Maire de Notre-Dame-d'Or                                                                                    |
| 1839                                     | 1848    | M. Grimault                                 |                          | |
| 1842                                     | 1845    | M. Villeret                                 |                          | |
| 1845                                     | 1855    | Auguste Cordier-Dupanneau (père, 1792-1877) |                          | Propriétaire à Moncontour                                                                                   |
|                                          |         |                                             |                          | |
| 1883                                     |         | M. Grimault                                 | Républicain              | |
| 1883                                     |         | M. Pinchaud                                 | Républicain              | Médecin |
|                                          |         |                                             |                          | |
| 1895                                     | 1913    | Marcellin Turquois (1840-1916)              | Républicain rallié       | Notaire à Martaizé                                                                                          |
| 1895                                     | 1913    | M. Martineau                                | Républicain rallié       | Négociant à Craon                                                                                           |
|                                          |         |                                             |                          | |
| 1913                                     | 1940    | Aristide Martinon                           | Républicain progressiste | Maire d'Angliers                                                                                            |
| 1919                                     | 1931    | M. Bouju                                    |                          | Eleveur de porcs à Moncontour                                                                               |
| 1931                                     | 1940    | Eugène Requiem (1873-1957)                  | Radical                  | Marchand de grains, maire de Saint-Jean-de-Sauves (1925-1945)                                               |
| 1940                                     |         |                                             |                          | Les conseils d'arrondissement ont été suspendus par la loi du 12 octobre 1940 et n'ont jamais été réactivés |
| Les données manquantes sont à compléter. |         |                                             |                          | |

## Composition
Le canton de Moncontour regroupait 10 communes et comptait 4 671 habitants (recensement de 2007 populations municipales).
| Nom                    | Code Insee | Codepostal  | Superficie (km2) | Population (dernière pop. légale) | Densité (hab./km2) |
| ---------------------- | ---------- | ----------- | ---------------- | --------------------------------- | ------------------ |
| Moncontour (chef-lieu) | 86161      | 86330       | 41,06            | 978 (2012)                        | 24                 |
| Angliers               | 86005      | 86330       | 23,31            | 648 (2012)                        | 28                 |
| Aulnay                 | 86013      | 86330       | 8,01             | 102 (2012)                        | 13                 |
| La Chaussée            | 86069      | 86330       | 13,58            | 188 (2012)                        | 14                 |
| Craon                  | 86087      | 86110       | 21,58            | 189 (2012)                        | 8,8                |
| La Grimaudière         | 86108      | 86110 86330 | 19,09            | 377 (2012)                        | 20                 |
| Martaizé               | 86149      | 86330       | 19,48            | 395 (2012)                        | 20                 |
| Mazeuil                | 86154      | 86110       | 13,63            | 221 (2012)                        | 16                 |
| Saint-Clair            | 86218      | 86330       | 10,67            | 201 (2012)                        | 19                 |
| Saint-Jean-de-Sauves   | 86225      | 86330       | 56,58            | 1 352 (2012)                      | 24                 |

## Démographie
| 1962  | 1968  | 1975  | 1982  | 1990  | 1999  | 2006  | 2011  | 2012  |
| ----- | ----- | ----- | ----- | ----- | ----- | ----- | ----- | ----- |
| 6 401 | 5 792 | 5 330 | 5 132 | 4 914 | 4 681 | 4 658 | 4 672 | 4 651 |

## Sources
1. ↑  « Journal officiel de la République française. Lois et décrets » , sur Gallica, 17 avril 1943 (consulté le 21 juillet 2021).
2. ↑  « Rubedo.current.page.title », sur La Nouvelle République du Centre-Ouest (consulté le 21 juillet 2021).
3. ↑  Structure de la population du canton de 1968 à l'année de la dernière population légale connue
4. ↑  Fiches Insee - Populations légales du canton pour les années 2006, 2011, 2012